# Цзиньчжоу (Хэбэй)
Цзиньчжо́у (кит. упр. 晋州, пиньинь Jìnzhōu) — городской уезд городского округа Шицзячжуан провинции Хэбэй (КНР).

## История
В древности в этих местах было государство Гу (鼓国) белых ди, которое впоследствии было завоёвано царством Цзинь.
Название «Цзиньчжоу» («область Цзинь») вошло в обиход после монгольского завоевания в XIII веке. При империи Цин в 1724 году Цзиньчжоу была поднято в статусе до «Непосредственно управляемой» (直隶州). После Синьхайской революции в Китае была произведена реформа структуры административно-территориального деления, в ходе которой области были упразднены, и в 1913 году Непосредственно управляемая область Цзинь была преобразована в уезд Цзинь (晋县). 
В 1949 году был образован Специальный район Шицзячжуан (石家庄专区), и уезд вошёл в его состав.  В ноябре 1967 года Специальный район Шицзячжуан был переименован в Округ Шицзячжуан (石家庄地区). В 1991 году уезд Цзинь был преобразован в городской уезд Цзиньчжоу.
В 1993 году постановлением Госсовета КНР округ Шицзячжуан и город Шицзячжуан были объединены в городской округ Шицзячжуан.

## Административное деление
Городской уезд Цзиньчжоу делится на 9 посёлков и 1 волость.